# Каукенес
Каукенес (шп. Cauquenes) је општина у Чилеу. По подацима са пописа из 2002. године број становника у месту је био 30.771.

## Демографија
| 2002.  |
| ------ |
| 30.771 |